# Tomos

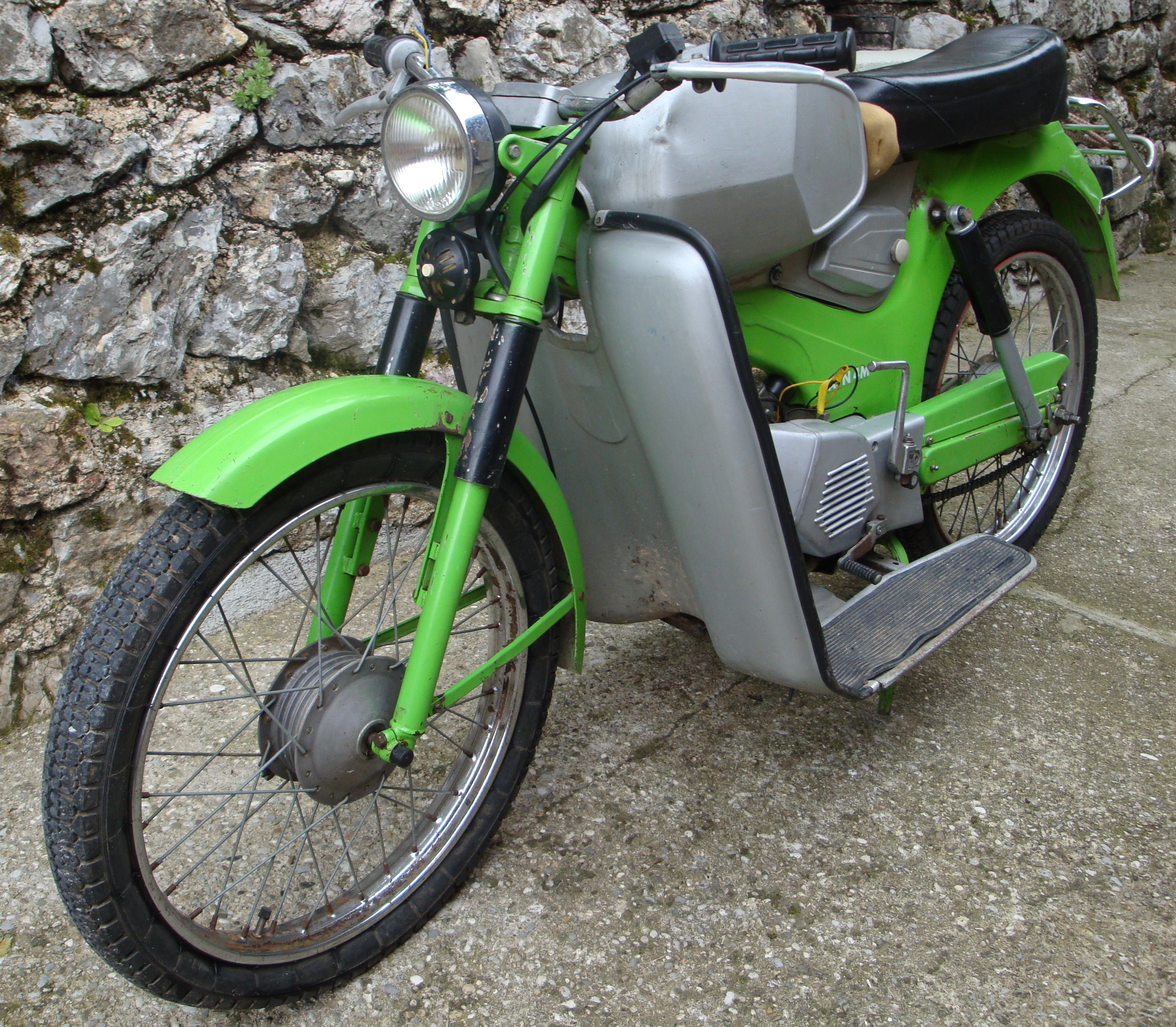
Tomos APN 4M

Tomos är en slovensk mopedtillverkare grundad 1954 i Koper. Företaget verkar även som underleverantör till bilindustrin. Filialer finns i Nederländerna och USA, och sedan 1998 är man en del av Hidria-koncernen. Tomos är en förkortning för TOvarna MOtornih koles Sežana.